# Öskemen
Oust-Kamenogorsk
Öskemen (en kazakh : Өскемен ; en russe : Усть-Каменогорск, Oust-Kamenogorsk) est une ville de l'est de la république du Kazakhstan et la capitale de l'oblys du Kazakhstan-Oriental. Sa population s'élevait à 305 794 habitants en 2012.

## Géographie
Öskemen est située dans les montagnes de l'Altaï.

### Climat
| Mois                  | jan.     | fév.      | mars     | avril     | mai       | juin      | jui.     | août      | sep.      | oct.      | nov.      | déc.      | année     |
| --------------------- | -------- | --------- | -------- | --------- | --------- | --------- | -------- | --------- | --------- | --------- | --------- | --------- | --------- |
| T. min. moy.          | −20      | −19       | −11      | 0,5       | 6,9       | 12,5      | 14,2     | 11,4      | 4,6       | −0,2      | −9,1      | −16,3     | −2,2      |
| T. moy. (°C)          | −15,3    | −13       | −5,5     | 7         | 14,1      | 19,2      | 20,5     | 18,5      | 12,3      | 5,4       | −4,7      | −12       | 3,9       |
| T. max. moy.          | −9,8     | −7        | 0,4      | 13,9      | 21,6      | 26,2      | 27,8     | 26,7      | 20,6      | 12,3      | 0,6       | −6,8      | 10,5      |
| Rec. de fr. date      | −47 1969 | −45 2001  | −40 1971 | −26 1969  | −7,3 2004 | −1,3 1992 | 1,3 2003 | −0,7 1982 | −8,9 2021 | −22 1987  | −43 1987  | −42 1959  | −47 1969  |
| Rec. de ch. date      | 8 2015   | 10,5 2002 | 22 1989  | 31,9 2020 | 38 1980   | 37,5 1988 | 41 1974  | 42,8 1988 | 37,4 2003 | 29,3 1997 | 22,7 2017 | 11,9 2013 | 42,8 1988 |
| Préc. (mm)            | 24       | 24        | 28       | 33        | 38        | 41        | 63       | 33        | 27        | 42        | 46        | 34        | 433       |
| Rec. de pl. (mm) date | 22 2001  | 27 2006   | 38 2018  | 65 2001   | 39 2019   | 46 1990   | 37 2016  | 37 2018   | 26 2009   | 51 2006   | 42 2000   | 28 1987   | 65 2001   |

| Diagramme climatique                                  |         |          |           |           |            |            |            |           |            |           |             |
| J                                                     | F       | M        | A         | M         | J          | J          | A          | S         | O          | N         | D           |
| −9,8−2024                                             | −7−1924 | 0,4−1128 | 13,90,533 | 21,66,938 | 26,212,541 | 27,814,263 | 26,711,433 | 20,64,627 | 12,3−0,242 | 0,6−9,146 | −6,8−16,334 |
| Moyennes : • Temp. maxi et mini °C • Précipitation mm |         |          |           |           |            |            |            |           |            |           |             |

## Histoire
La ville est fondée par les Cosaques en 1720 sur les deux rives de l'Irtych. Elle sert de fort avancé pour surveiller la steppe et de lieu de commerce sous le nom d'Oust-Kamennaïa. Oust-Kamenogorsk développe ses activités minières et métallurgiques pendant l'époque soviétique.
En 1939 commence la construction d'une centrale hydroélectrique. Pendant la Seconde Guerre mondiale, de nombreuses usines soviétiques se développent à Oust-Kamenogorsk. Après la seconde guerre mondiale, la ville d'Oust-Kamenogorsk se développe dans le cadre du projet de bombe atomique soviétique.
La République socialiste soviétique kazakhe prend son indépendance de l'Union soviétique en 1991 pour s'appeler Kazakhstan. La ville est renommée officiellement Öskemen en 1993, mais cette appellation est peu usitée en dehors des cercles officiels.

### Usine métallurgique d'Oulba
En 1949 est fondée l'usine métallurgique d'Oulba, elle démarre la conversion de l’hexafluorure d’uranium à partir de 1964.
En 2013, plus de 8 000 Kazakhstanais ont signé une pétition demandant l’annulation de l’accord d'importation de combustible nucléaire à Oust-Kamenogorsk.

## Population
La ville est très proche de la frontière avec la fédération de Russie et les Russes de citoyenneté kazakhe forment la majeure partie de la population, les Kazakhs (au sens ethnique) représentant moins de 30 % de la population.
Recensements (*) ou estimations de la population :
| 1825  | 1840  | 1855  | 1861  | 1897* | 1907   | 1920   | 1939   |
| ----- | ----- | ----- | ----- | ----- | ------ | ------ | ------ |
| 1 304 | 2 101 | 3 471 | 3 334 | 8 721 | 13 164 | 17 200 | 21 100 |

| 1959*   | 1970*   | 1979*   | 1989*   | 1999*   | 2009*   | 2012    | 2017    |
| ------- | ------- | ------- | ------- | ------- | ------- | ------- | ------- |
| 150 371 | 230 340 | 274 287 | 324 478 | 334 402 | 269 574 | 305 795 | 339 900 |

## Jumelages
- Babrouïsk (Biélorussie)
- Gangneung (Corée du Sud) depuis 2011
- Bursa (Turquie) depuis 2011
- Yoqneam (Israël) depuis 2012
- Barnaoul (Russie) depuis 2012

## Galerie

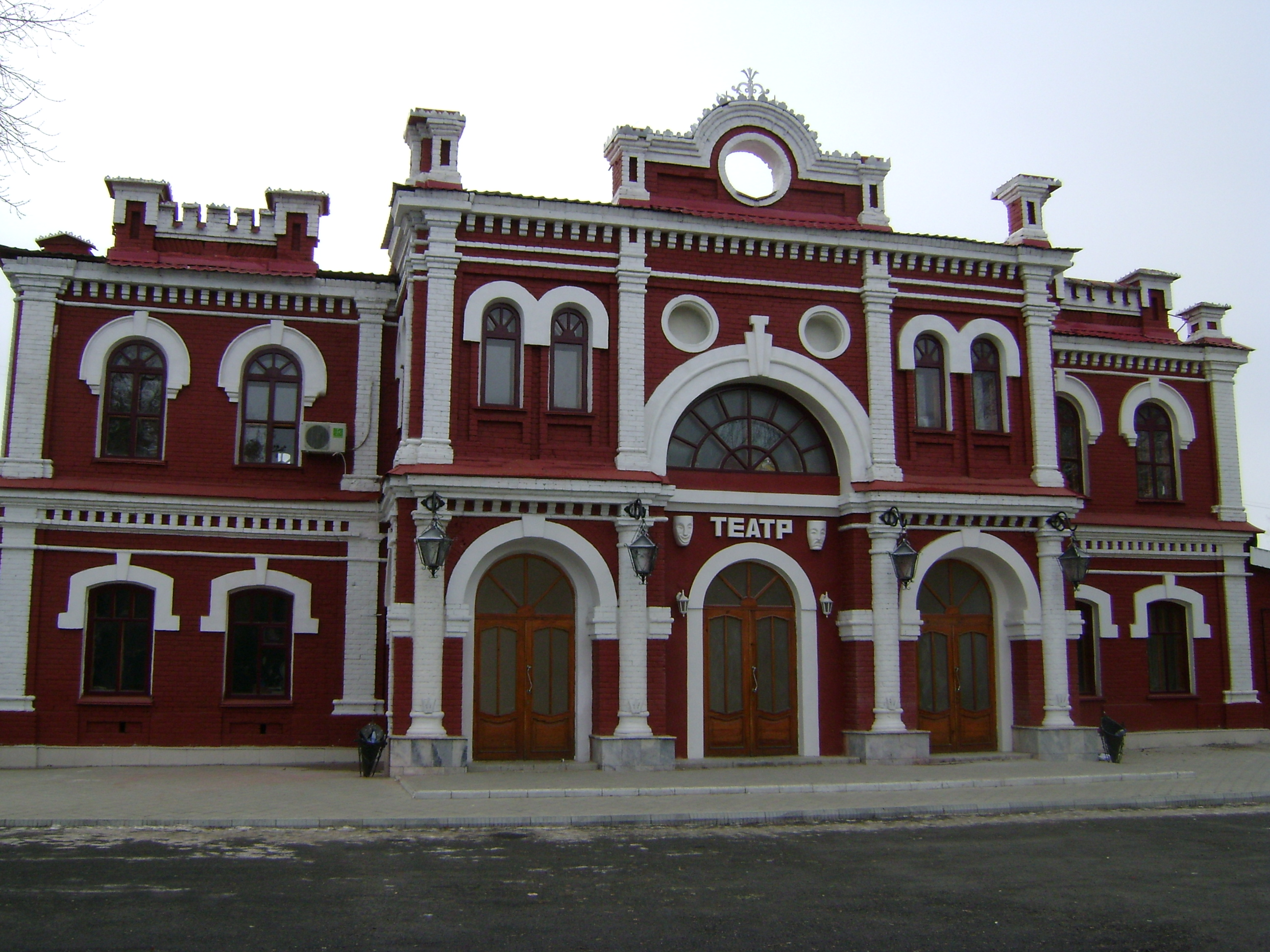
Le théâtre dramatique.
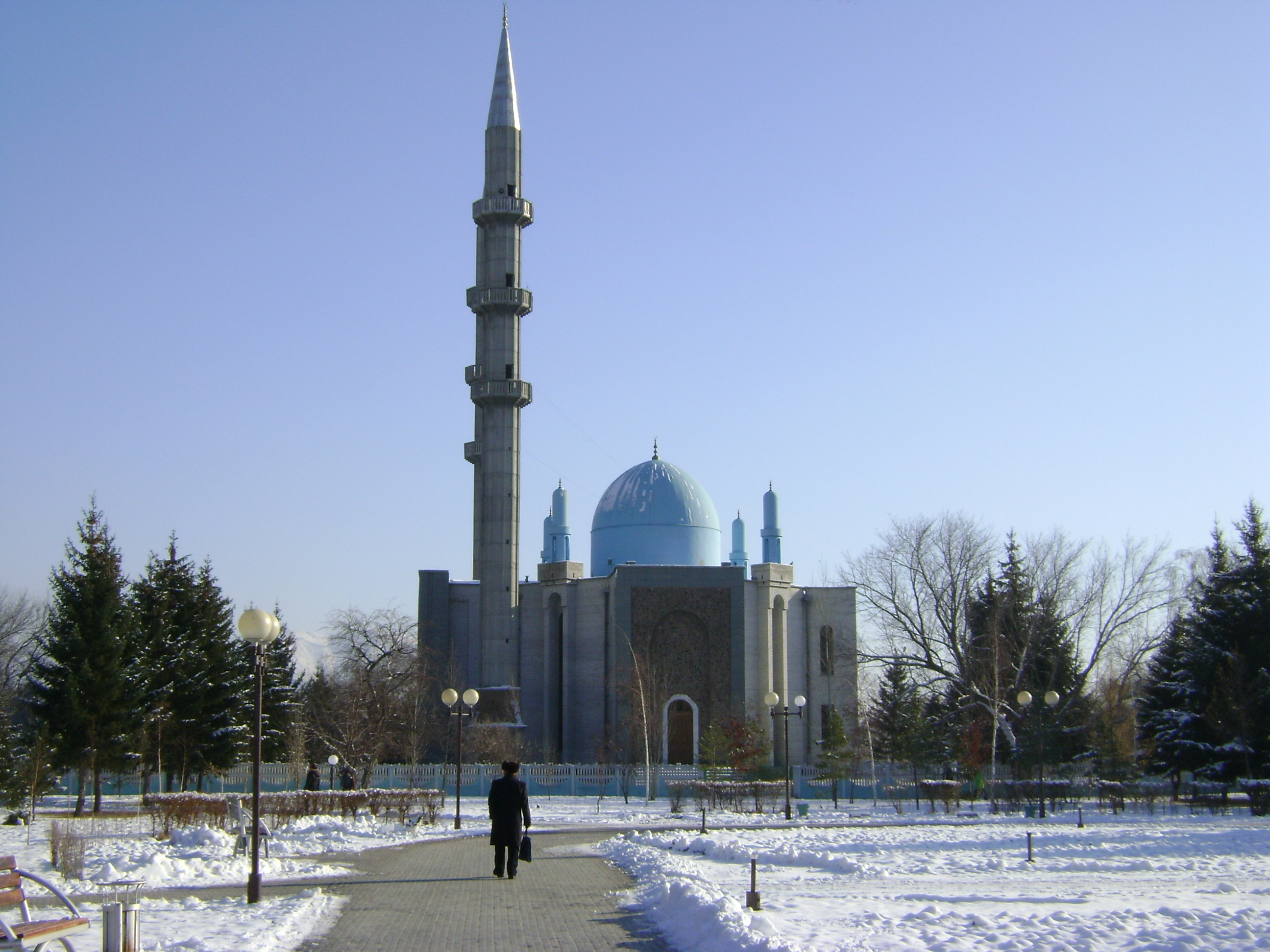
La mosquée d'Öskemen.
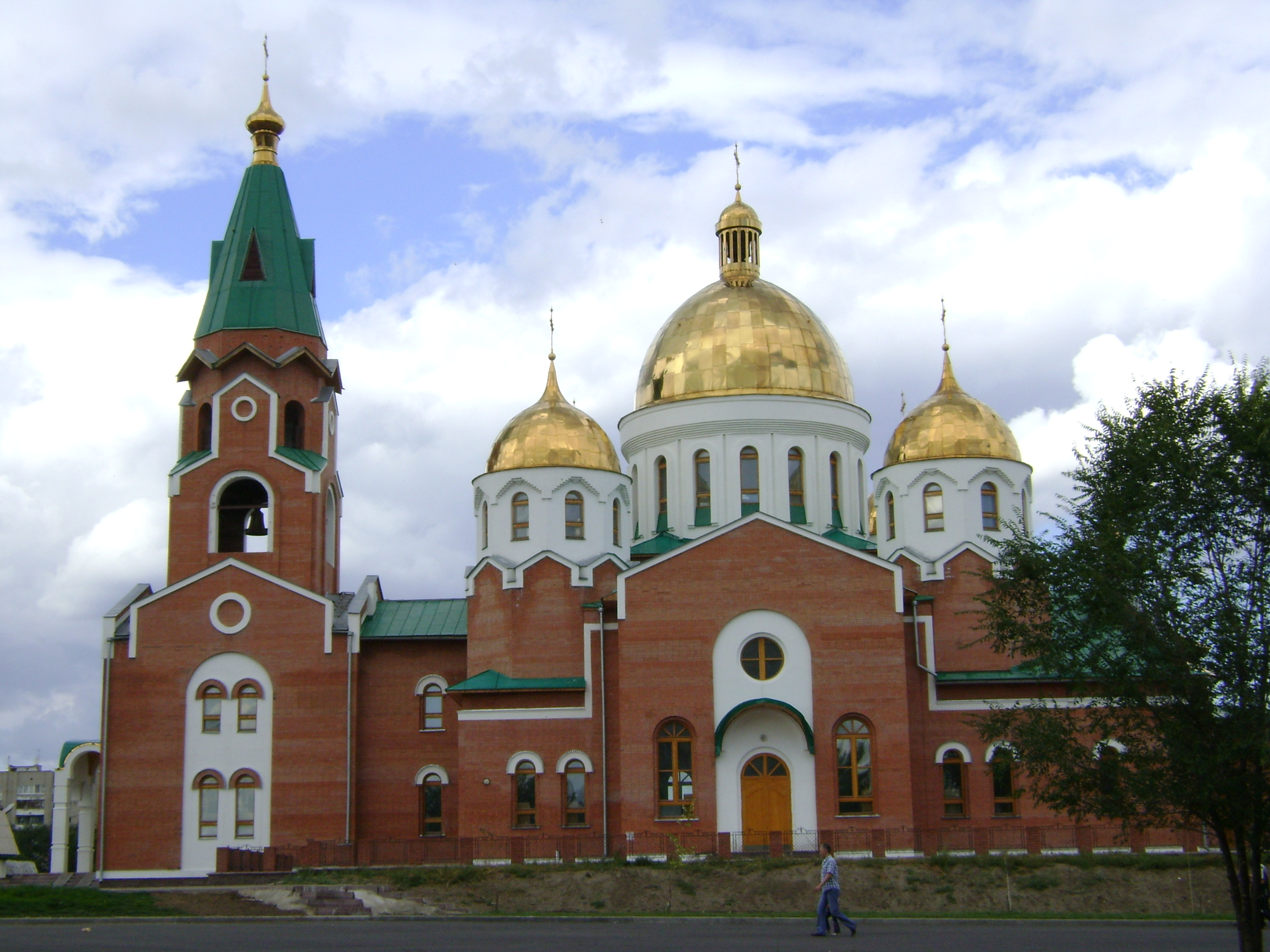
La cathédrale orthodoxe russe d'Öskemen.
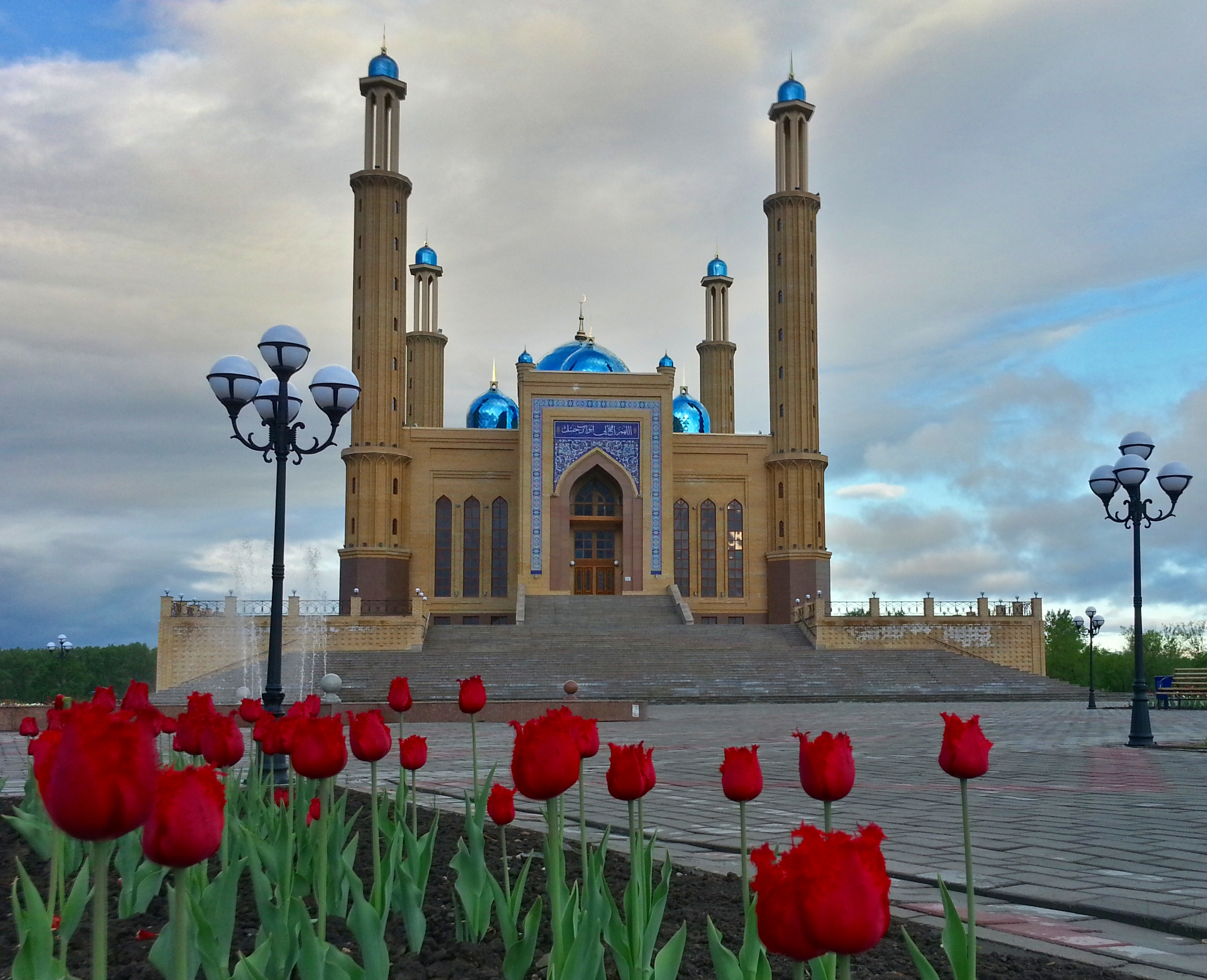
Nouvelle mosquée d'Öskemen, inaugurée en 2012.
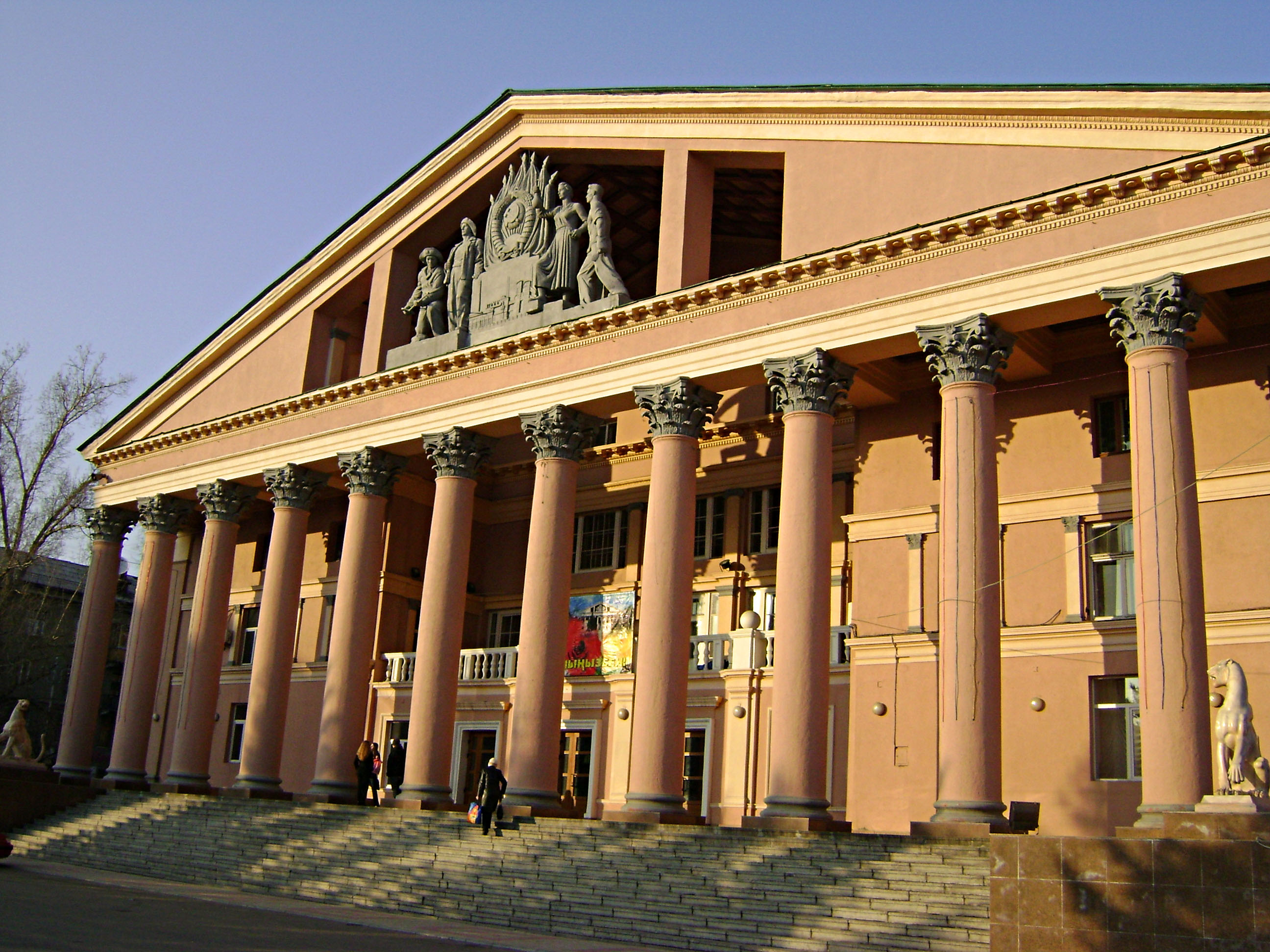
Le palais de la Culture.
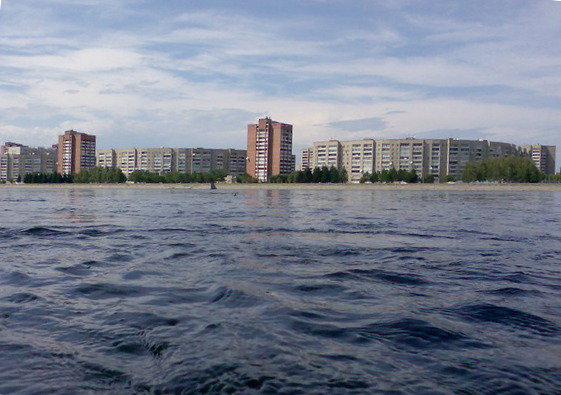
Rive gauche de l'Irtych.